# Корнева, Зоя Ивановна
Зоя Ивановна Корнева (2 декабря 1930 года, Воловниково, Московская область — 14 августа 2012 года, Москва) — следователь, судья, председатель Московского городского суда в 1990-х годах (с 11 октября 1989 по 29 декабря 2000 года). Кандидат юридических наук.
Заслуженный юрист РСФСР (1979).

## Биография
Зоя Ивановна Корнева родилась в 1930 году. Кандидат юридических наук.
- 1954 год — секретарь прокуратуры Москвы;
  - затем — следователь,
- 1960 год — народный судья.
- 11 октября 1989 года — назначена председателем Мосгорсуда.
  - её предшественник Вячеслав Лебедев перешёл на пост председателя Верховного суда РФ.
- 8 февраля 1994 года — присвоен высший квалификационный класс судьи решением Высшей квалификационной коллегии судей РФ.
- 29 декабря 2000 года — её сменила на посту Ольга Егорова.

Зоя Ивановна скончалась в Москве 14 августа 2012 года.

## Награды и звания
- орден Дружбы народов
- медаль «В ознаменование 100-летия со дня рождения Владимира Ильича Ленина» (1970)
- Заслуженный юрист РСФСР (1979)
- Почетная грамота Правительства Москвы (28 сентября 1999 года) — за многолетнюю плодотворную деятельность по осуществлению правосудия. Распоряжение премьера Правительства Москвы № 933-РП «О награждении Почетной грамотой Правительства Москвы».

## Критика
«Термин „мосгорштамп“ появился при … Зое Корневой.»